# Heinrich von Düngelen
Heinrich von Düngelen (* unbekannt; † unbekannt) war ein römisch-katholischer Geistlicher und Domherr in Münster.

## Leben
Heinrich von Düngelen entstammte dem westfälischen Adelsgeschlecht von Düngelen, das zu Beginn des 14. Jahrhunderts seinen Sitz im Schloss Bladenhorst hatte. Er war der Sohn des Essener Erbschenks Rotger von Düngelen und dessen Gemahlin Jaspara von Raesfeld zu Romberg.
Am 28. Mai 1594 erhielt Heinrich mit der Tonsur auch die Niederen Weihen. Kurze Zeit später, am 6. Juni 1594, nahm er Besitz von der Dompräbende des Jobst von Bodelschwingh, der auf seine Pfründe verzichtet hatte. Mit der Aufschwörung auf die Geschlechter Düngelen, Eyll, Raesfeld und Wüllen am darauf folgenden Tage wurde er emanzipiert. Am 29. August 1609 wurde er zum Subdiakon geweiht. Am 21. Oktober 1612 verzichtete Heinrich auf seine Pfründe. Über seinen weiteren Lebensweg gibt es keine Aufzeichnungen.